# Полак, Лев Соломонович
Лев Соломо́нович По́лак (1908—2002) — советский и российский физик и историк науки, доктор физико-математических наук, профессор. Работы в области физики, истории физики, химической физики, ядерной геофизики. Основал отечественную школу плазмохимии. Заслуженный деятель науки и техники РСФСР (1970 год), лауреат Государственной премии СССР (1985).
Заместитель председателя Научного совета АН СССР по химии высоких энергий, член Научного совета РАН по физике плазмы. Председатель секции истории физики Национального объединения истории естествознания и техники.
Л. С. Полак — автор или соавтор более 600 научных трудов, многие из которых были переведены на другие языки.

## Биография и научная деятельность
Родился в 1908 году в семье инженера, который работал тогда в Германии. В 1912 году семья вернулась в Россию. По окончании средней школы работал учеником печатника в типографии. В 1929 году юноша окончил Ленинградский государственный институт народного хозяйства. Далее он поступил на физмат Ленинградского университета, который окончил в 1933 году. В 1931—1936 годах работал в Ленинградском институте точной механики и оптики, где вскоре стал профессором и завкафедрой физики; одновременно он работал в Институте химической физики и в Институте истории науки и техники.
В 1936 году Полак защитил кандидатскую диссертацию (руководителями стали академики А. Н. Крылов и С. И. Вавилов). Год спустя Институт истории науки и техники, директором которого был Н. И. Бухарин, подвергся разгрому и был вскоре закрыт, многие его сотрудники, и в их числе Полак, были объявлены «вредителями» и были арестованы. Несмотря на активные хлопоты академика А. Н. Крылова, который характеризовал своего ученика как блестящего учёного, Полак был осуждён (май 1937 года) за «соучастие в контрреволюционной террористической деятельности троцкистско-зиновьевской организации». Приговор гласил: 10 лет лагерей, 5 лет поражения в правах с конфискацией имущества.
За последующие восемнадцать лет, как вспоминал позже сам Полак, он побывал в двенадцати тюрьмах, трёх лагерях и двух ссылках. Работал на погрузке барж, на добычи торфяника. По доносу попал в штрафпункт «за соучастие в побеге». Некоторое облегчение пришло в 1940 году, Полак получил направление на работу начальником геологической  партии, занимался поиском месторождений нефти. Даже в тяжелейших условиях лагерей и ссылки Полаку временами удавалось заниматься наукой. Им впервые в СССР разработаны научные основы гамма-нейтронного каротажа, сконструированы и практически испытаны ряд приборов для нефтеразведки. Этот метод получил широкое распространение в нефтяной промышленности. Отчёты об этих работах сохранились в архивах МВД.
В 1946 году Полак был освобождён без права проживания в Москве, но нелегально вернулся в Москву, где некоторое время работал в Спецлаборатории Института нефти. После предупреждения коллег о возможности ареста, переехал в город Александров.  
В 1948 года его снова арестовали и сослали в Красноярский край, там он отказался от работы землекопом и был обвинён в саботаже. В конце концов учёного направили на работу заправщиком самолётов. Тем временем известные учёные хлопотали о судьбе Полака; в результате он был переведен на должность технорука геологоразведочной партии, занимавшейся поиском месторождений железной руды. В 1950—1955 годы — ссылка в городе Гурьев.
В 1955 году учёного полностью реабилитировали, он вернулся в Москву и снова занялся двумя своими любимыми темами — история науки и химическая физика. Он трудился в восстановленном Институте истории естествознания и техники, а также в Институте нефтехимического синтеза, где с 1957 года возглавил лабораторию (с 1988 года — главный научный сотрудник).
В 1957 году Полак защитил докторскую диссертацию на тему «Вариационные принципы механики, их развитие и некоторые применения в физике (1622—1926 гг.)». Он был членом редколлегии знаменитой академической серии переводов трудов основоположников «Классики науки», под его редакцией и с его обширными комментариями вышли восемь томов этой серии. Полак руководил (в качестве заместителя главного редактора) подготовкой и изданием фундаментального двухтомника «Развитие физики в СССР, 1917—1967».
В эти годы Полак вёл активную деятельность в области химической физики.
- Он впервые в СССР применил ионизирующее излучение для получения стабилизированных углеводородных свободных радикалов.
- Разработал метод получения стереорегулярных полимеров или радиационной полимеризации слоевых и канальных соединений включения.
- Исследовал радиационно-каталитические процессы для осуществления направленного органического синтеза.
- Впервые применил эффект Мёссбауэра для химического анализа руд и минералов, для изучения процессов адсорбции, хемосорбции и катализа.
- Создал (в середине 1960-х годов) новое направление — плазмохимию, о которой написал монографию и до конца жизни руководил быстрым развитием этой науки.

Под руководством Полака были защищены более 60 кандидатских и докторских диссертаций.
Скончался в 2002 году, похоронен на Донском кладбище (колумб. 18, зал 20).

## Семья
Родителями Л. С. Полака были Соломон Давидович (1881—1964) и Елена Абрамовна (1886—1968) Поляк; изменение фамилии сына на Полак произошло, вероятно, после возвращения в Россию при переводе немецкого свидетельства о рождении. В семье была ещё младшая сестра, Сарра Соломоновна (1913—1997), она работала у академика Н. Н. Семенова в институте физической химии. Во время ссылки в Гурьев Полак встретил девушку Елизавету, которая стала его женой.

## Основные труды

### Автобиографические очерки
- Полак Л. С. Было так. Очерки : [Послесл. А. Овсянникова]. - М. : Б. и., 1996. - 154,[3] с.

### Плазмохимия
- Радиолиз углеводородов (Некоторые физико-химические проблемы). Под ред. А.В. Топчиева, Л. С. Полака. М. Изд-во Академии Наук СССР, 1962, 208 с.
- Кинетика и термодинамика химических реакций в низкотемпературной плазме. Под ред. Л.С.Полака, М.: Наука, 1965, 254с.
- Применение вычислительной математики в химической и физической кинетике. Под ред. Л. С. Полака, М.: Наука, 1969, 278с.
- Полак Л. С. Неравновесная химическая кинетика и ее применение. М.: Наука, 1979, 248с.
- Очерки физики и химии плазмы. Под ред. Л.С.Полака. М.: Наука, 1971, 433с.
- Моделирование и методы расчёта физико-химических процессов в низкотемпературной плазме. Под ред. Л. С. Полака. М.: Наука, 1973, 272 с.
- Полак Л. С., Овсянников А. А., Словецкий Д. И., Вурзель Ф. Б. Теоретическая и прикладная плазмохимия. М.: Наука, 1975.
- Плазмохимические реакции и процессы. Под ред. Л. С. Полака. М.: Наука, 1977.
- Компаниец В. З., Овсянников А. А., Левицкий А. А., Полак Л. С. Химические реакции в турбулентных потоках газа и плазмы. М.: Наука, 1978.
- Пархоменко В. Д., Полак Л. С., Сорока П. И. и др. Процессы и аппараты плазмохимической технологии. Киев: “Вища школа”, 1979.
- Иванов Ю. А., Лебедев Ю. А., Полак Л. С. Методы контактной диагностики в неравновесной плазме. М.: Наука, 1981 г., 142 с.
- Полак Л. С., Михайлов А. С. Самоорганизация в неравновесных физико-химических системах, М., Наука. 1983, 283 с.
- Полак Л. С. Гольденберг М. Я., Левитский А. А. Вычислительные методы в химической кинетике. М. Наука, 1984, 279 с.
- М. Н. Бодяко, Ф. Б. Вурзель, Е. В. Кремко, И. Л. Куприянов, В. Ф. Назаров, Л. С. Полак, Л. И. Трусов, К. И. Чепижный, А. А. Шипко. Газотермическая переработка керамических оксидов. Минск, Наука и техника, 1988, 223с.
- Бугаенко Л. Т., Кузьмин М. Г., Полак Л. С. Химия высоких энергий, М.: Химия, 1988.
- Жуков М. Ф,, Калиненко Р. А., Левицкий А. А., Полак Л. С. Плазмохимическая переработка угля. М.: Наука, 1990, 200 с.
- Низкотемпературная плазма, Т.3. Химия плазмы, под ред. Л. С. Полака и Ю.А. Лебедева, Новосибирск, Наука, 1991, 328 с.
- Bugaenko L. T., Kuzmin M. G., Polak L. S. High Energy Chemistry. Ellis Horwood and Prentice Hall. N.Y., Toronto, Sydney, Tokyo, Singapore, 1993, 403 p.
- Plasma Chemistry, Ed. L. S.Polak and Yu. A. Lebedev, Cambridge Interscience Publ., London, 1998.

### История физики и математики
- Полак Л. С. В. Р. Гамильтон и принцип стационарного действия // Труды Института истории науки и техники АН СССР. М.—Л.: Изд. АН СССР, 1936. VIII+272 с.
- Макс Планк. 1858—1958. Сборник к столетию со дня рождения М. Планка. Под. ред. А. Ф. Иоффе и А. Т. Григорьяна. М.: Изд. АН СССР, 1958, 276 с. (содержит обстоятельную статью Л. С. Полака: «Квантовая физика от М. Планка до Н. Бора (1900-1913)», с. 143—220).
- Очерки развития основных физических идей. Отв. ред. А. Т .Григорьян и Л. С. Полак. М.: Изд. АН СССР, 1959, 512 с. (содержит раздел «Возникновение квантовой физики», с. 323—389, написанный Л. С. Полаком).
- Вариационные принципы механики. Сборник классических работ. Ред., послесловие и примеч. Л. С .Полака. М.: ГИФМЛ, 1959, 932 с.
- Полак Л. С. Вариационные принципы механики, их развитие и применения в физике. М.: ГИФМЛ, 1960, 600 с.
- Г. Кирхгоф. Механика. Лекции по математической физике. Под ред. А. Т. Григорьяна и Л. С. Полака. М.: Изд. АН СССР, 1962, 402 с.
- Дж. Синг. Классическая динамика. Пер. и предисловие Л. С. Полака. М.: ГИФМЛ, 1963, 449 с.
- К. Ланцош. Вариационные принципы механики. Ред и предисловие Л. С. Полака. М.: Мир, 1965, 408 с.
- Развитие физики в СССР. В двух книгах. Гл. ред. – Л. А. Арцимович, зам. гл. ред. Л. С. Полак. Кн.1, хv + 452 с.; кн. 2, 364 с. М.: Наука, 1967.
- Л. С. Полак. Вариационные принципы механики // в кн.: История механики с древнейших времен до конца XVIII в. Под ред. А. Т. Григорьяна и И. Б. Погребысского. М.: Наука, 1971 (гл. 8, с. 191-223).
- Л. С. Полак. Людвиг Больцман. 1844-1906. «Научно-биографическая серия» АН СССР. М.: Наука, 1987, 208 с.
- Л. С. Полак. Уильям Гамильтон. 1805—1865. «Научно-биографическая серия» РАН. М.: Наука, 1993, 272 с.
- В. Штиллер. Уравнение Аррениуса и неравновесная кинетика. Под ред. Л. С. Полака и А. В. Хачояна. М.: Мир, 2000, 176 с.

#### Серия «Классики науки»
- Г. Герц. Принципы механики, изложенные в новой связи. Отв. ред. и послесловие А. Т. Григорьян и Л. С. Полак. Серия «Классики науки». М.: Изд. АН СССР, 1959, 386 с.
- А. А. Фридман. Избранные труды. Ред. и предисловие Л. С. Полака. Серия «Классики науки». М.: Наука, 1966, 463 с.
- М. Планк. Избранные труды. Отв. ред. и статья-послесловие Л. С. Полака. Серия «Классики науки». М.: Наука, 1975, 788.
- Э. Шредингер. Избранные труды по квантовой механике. Отв. ред. и статья-послесловие Л. С. Полака. Серия «Классики науки». М.: Наука, 1976, 424 с.
- Л. Больцман. Избранные труды. Отв. ред. и статья-послесловие Л. С. Полака. Серия «Классики науки». М.: Наука, 1984, 590 с.
- Г. Р. Кирхгоф. Избранные труды. Отв. ред. и статья-послесловие Л. С. Полака. Серия «Классики науки». М.: Наука, 1988, 430 с.
- И. Ньютон. Математические начала натуральной философии. Пер. и комментарии А.Н.Крылова. Под ред. Л. С. Полака. Серия «Классики науки». М.: Наука, 1989, 690 с.
- У. Р. Гамильтон. Избранные труды. Отв. ред. и статья-послесловие Л. С. Полака. Серия «Классики науки». М.: Наука, 1994, 560 с.